# Michael Corleone
Michael Corleone er hovedpersonen af Mario Puzos roman The Godfather, og de tre Godfather-film instrueret af Francis Ford Coppola. Michael Corleone blev spillet af skuespilleren Al Pacino i de tre film, som to gange blev nomineret til Academy Awards.

## Familie medlemmer
| Navn                         | Beskrivelse |
| ---------------------------- | --- |
| Vito Corleone                | Far, spillet af Marlon Brando i The Godfather, og af Robert De Niro i flashback scener i Part II                                  |
| Carmela Corleone             | Mor, spillet af Morgana King i The Godfather Part I og Part II, og af Francesca De Sapio i flashback scener i Part II             |
| Tom Hagen                    | Adopteret bror, spillet af Robert Duvall                                                                                          |
| Santino "Sonny" Corleone     | Ældste bror, underboss til Vito, spillet af James Caan i The Godfather Part 1, og af Roman Coppola i flashback scener fra Part II |
| Constanzia "Connie" Corleone | Søster, spillet af Talia Shire |
| Frederico "Fredo" Corleone   | Ældre bror, underboss til Michael; spillet af John Cazale                                                                         |
| Apollonia Vitelli-Corleone   | Første kone, spillet af Simonetta Stefanelli                                                                                      |
| Kay Adams-Corleone           | Anden kone, spillet af Diane Keaton                                                                                               |
| Anthony Corleone             | Søn, spillet af Anthony Gounaris i The Godfather, af James Gounaris i Part II og af Franc D'Ambrosio i Part III                   |
| Mary Corleone                | Datter, spillet af en ukrediteret skuespiller i Part II, og af Sofia Coppola i Part III                                           |
| Vincent Mancini-Corleone     | Nevø og efterfølgende Don, spillet af Andy García                                                                                 |

## Bibliography
- Coccimiglio, Carmela (2006). "I'm with You Now. I'm with You...": Michael Corleone as Gangster Figure in Mario Puzo's and Francis Ford Coppola's The Godfather Texts. Lakehead University (Canada). ISBN 978-0-494-31189-9.
- Messenger, Chris (1. februar 2012). The Godfather and American Culture: How the Corleones Became "Our Gang". SUNY Press. s. 31. ISBN 978-0-7914-8870-6.
- Coppola, Francis Ford (2004). Francis Ford Coppola: Interviews. Univ. Press of Mississippi. s. 27. ISBN 978-1-57806-666-7.
- Bondanella, Peter E. (2004). Hollywood Italians: Dagos, Palookas, Romeos, Wise Guys, and Sopranos. A&C Black. s. 244. ISBN 978-0-8264-1544-8.
- Tamburri, Anthony Julian; Giordano, Paolo; Gardaphe, Fred L. (2000). From the Margin: Writings in Italian Americana. Purdue University Press. s. 406. ISBN 978-1-55753-152-0.
- Michael Corleone på Internet Movie Database (engelsk)